# Упругая деформация
Упру́гая деформа́ция — деформация, исчезающая после прекращения действий на тело внешних сил. При этом тело принимает первоначальные размеры и форму.
Область физики, изучающая упругие деформации, называется теорией упругости.
Величина упругой деформации не зависит от предыстории и полностью определяется механическими напряжениями, то есть является однозначной функцией от напряжений. При малых деформациях эту зависимость для большинства веществ можно с хорошей точностью считать прямой пропорциональностью — иными словами, для них выполняется законом Гука. Наибольшее напряжение, при котором закон Гука справедлив, называется пределом пропорциональности.
Некоторые вещества (металлы, каучуки) могут претерпевать значительную упругую деформацию, в то время как у других (керамики, прессованные материалы) даже ничтожная деформация перестаёт быть упругой.
Максимальное механическое напряжение, при котором деформация ещё остаётся упругой, называется пределом текучести. Выше этого предела деформация становится пластической.
Упругие деформации могут изменяться периодически со временем (упругие колебания). Процесс распространения упругих колебаний в среде называют упругими волнами.